# Höhlen von Matala

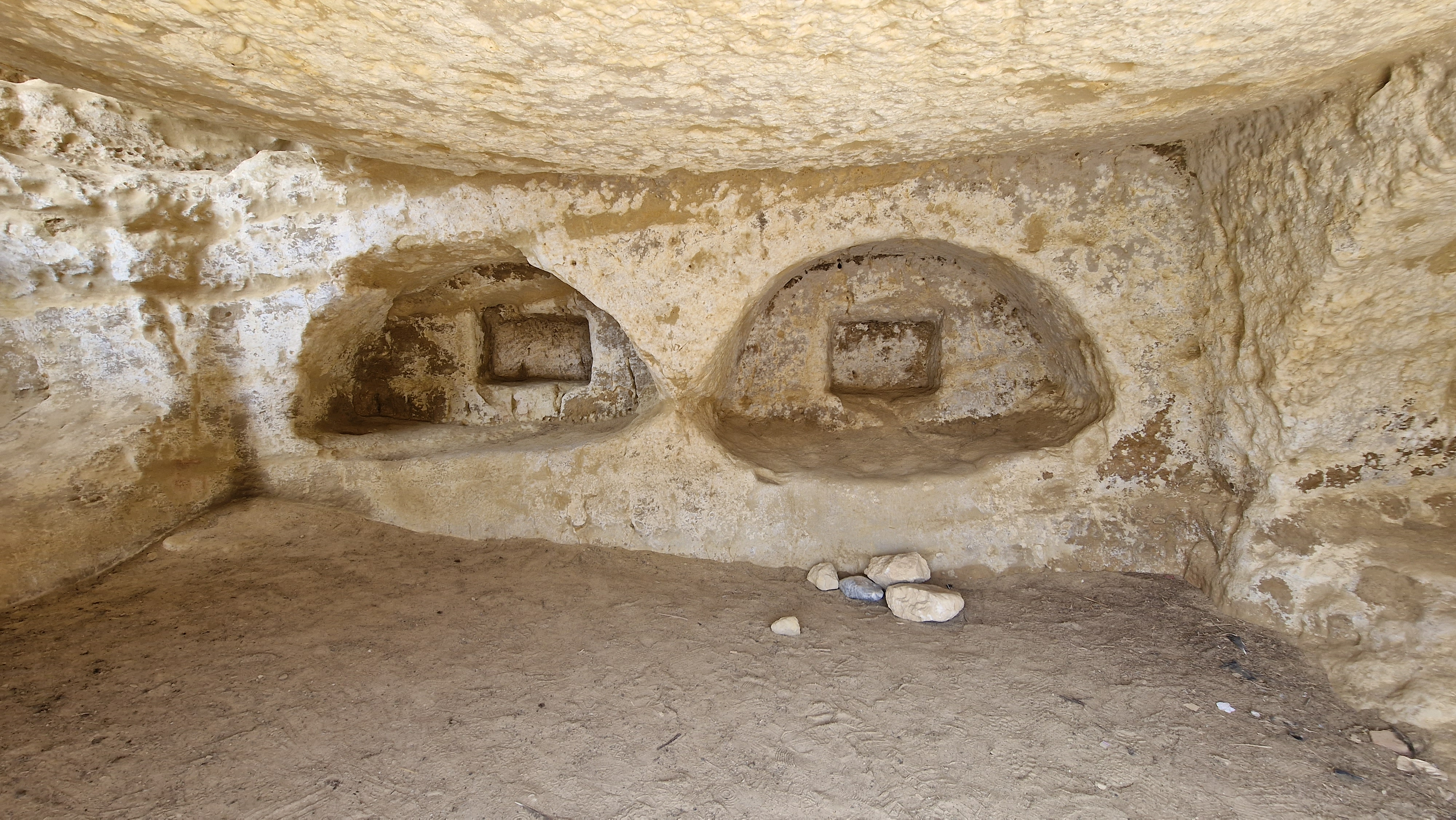
2023

Die Höhlen von Matala (griechisch Σπηλιές των Ματάλων) befinden sich bei Matala an der Südküste der griechischen Insel Kreta. Sie wurden als Wohnhöhlen während der Jungsteinzeit in das weiche, poröse Gestein gegraben.
Man nimmt an, dass die Höhlen in der minoischen Zeit, die von etwa 2600 bis 1100 v. Chr. andauerte, als Grabstätten genutzt wurden. Die alten Kammern erlauben einen Einblick in die Bestattungsrituale der Minoer und deren Glauben.
In der Zeit der römischen Besetzung dienten die Höhlen als christliche Grabstätten.
In den 1960er Jahren lebten in den Höhlen Hippies. Ab 1963 wurden von ihnen die 62 Höhlen, von denen 50 bewohnbar waren, vereinnahmt. Der Ort etablierte sich hierdurch ebenso wie der Palmenstrand von Vai zu Schwerpunkten der Hippie-Bewegung auf Kreta. Die Höhlen stehen heute unter Denkmalschutz und sind gegen einen geringen Eintrittspreis zu besichtigen.